# Jan Schneeweis
Jan Schneeweis (1. ledna 1904 Holešov – 24. prosince 1995 Osov) byl český klavírista, hudební skladatel, sbormistr, sběratel lidových písní a spisovatel.

## Život
Nadání pro hudbu projevoval již od dětství, od 5 let hrál na housle, později na klavír, od 13 let komponoval. Vystudoval filosofii, češtinu a němčinu na Filozofické fakultě Univerzity Karlovy a poté kompozici na Pražské konzervatoři u Josefa Bohuslava Foerstera.
Působil jako středoškolský učitel na gymnáziích v Praze na Smíchově a v Žilině, od roku 1931 jako profesor na učitelském ústavu v Hořovicích a v letech 1936 až 1964 na gymnáziu v Berouně.
V roce 1936 se oženil s Miroslavou Rohlovou, keramičkou, žačkou výtvarníka Jana Kutálka. Spolu měli dvě dcery: Janu Schneeweisovou - klavírní virtuózku a Miroslavu Hosnedlovou, která vystudovala VŠSE obor strojní v Plzni.
Zemřel na Štědrý den v domově důchodců v Osově u Berouna.

## Dílo
Tematický soupis skladeb Jana Schneeweise včetně podrobného životopisu zpracovala ve své diplomové práci na Pedagogické fakultě v Olomouci Zuzana Machálková (dostupné ZDE.

### Dílo hudební
Již od dětství zhudebňoval verše Vítězslava Hálka, Jana Nerudy, Svatopluka Čecha a Františka Ladislava Čelakovského. Sbíral a upravoval valašské a lašské lidové písně. Během svého působení na Podbrdsku skládal písně na slova Josefa Václava Sládka, Karla Vokáče, Jana Týmla a Františka Branislava. Kromě toho je autorem řady komorních i orchestrálních skladeb

### Dílo literární
- Josef Slavík, houslista doby obrozenské
- Život a dílo F. X. Richtra
- Hudba na Holešovsku (spoluautor Bohumil Struhala)
- O lidové písni na Holešovsku
- Hudební Holešov
- Lidová píseň na Rusavě
- O lidové písni na Rusavě